# Първа акушеро-гинекологична болница „Света София“
Първа акушеро-гинекологична болница „Света София“ (бивша "Тина Киркова") е първото специализирано здравно акушеро-гинекологично заведение, построено след 9 септември 1944 година в България. Болницата е учредена през 1953 година.